# Momophilus serratus
Momophilus serratus är en mångfotingart som beskrevs av Masatoshi Takakuwa 1937. Momophilus serratus ingår i släktet Momophilus och familjen småjordkrypare. Inga underarter finns listade i Catalogue of Life.